# Boyle County
Boyle County är ett administrativt område i delstaten Kentucky, USA. År 2010 hade countyt 28 432 invånare. Den administrativa huvudorten (county seat) är Danville. 

## Geografi
Enligt United States Census Bureau så har countyt en total area på 474 km². 471 km² av den arean är land och 3 km² är vatten. 

### Angränsande countyn

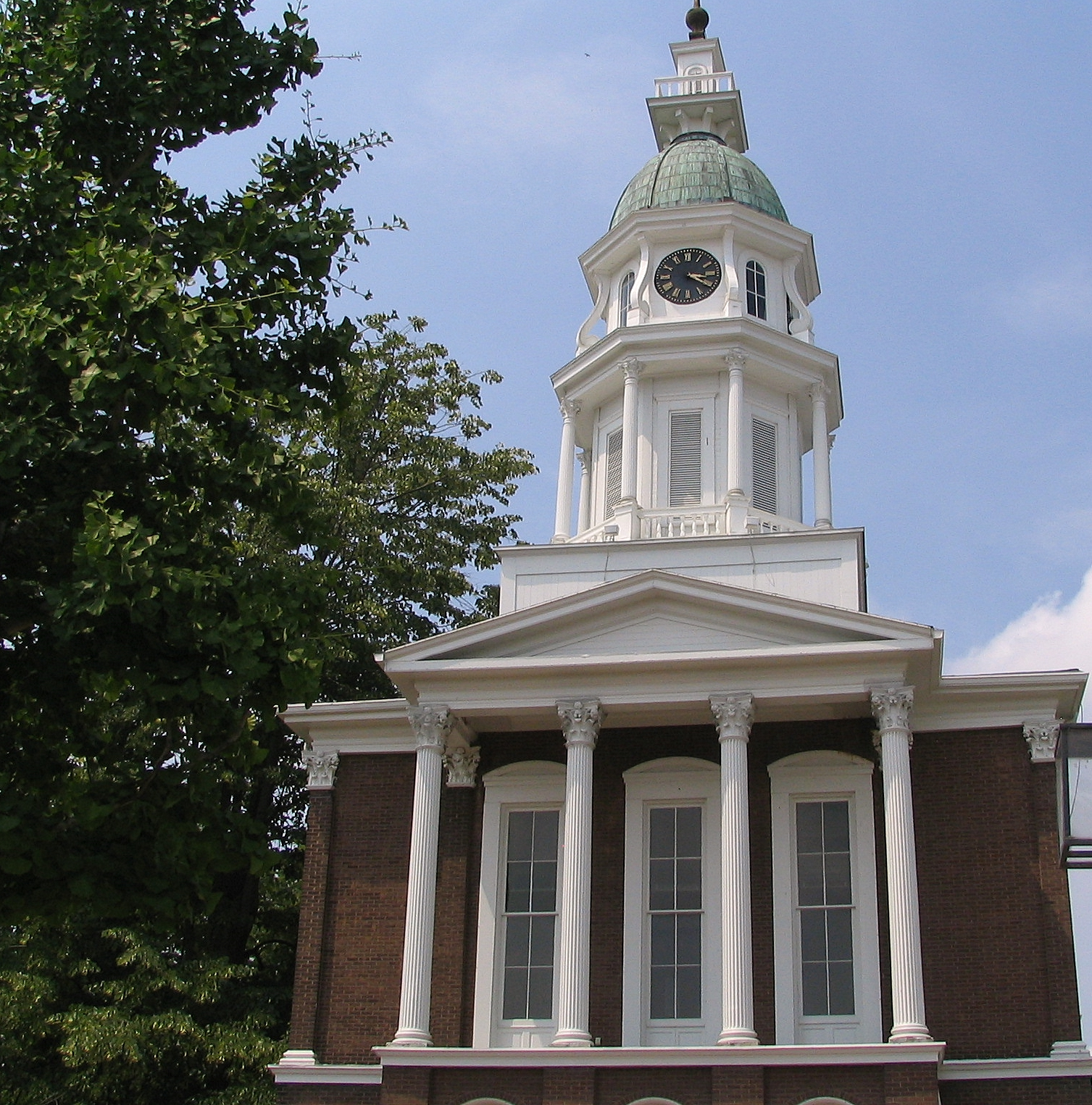
Boyle County Courthouse in Danville.

- Mercer County - nord
- Garrard County - öst
- Lincoln County - sydost
- Casey County - syd
- Marion County - sydväst
- Washington County - nordväst